# Olav Nysæter
Olav Nysæter (ur. 28 lutego 1955) – norweski piłkarz. Grał na pozycji napastnika. Na swoim koncie ma dwa występy w norweskiej kadrze piłki nożnej.
W 2007 roku został dyrektorem sportowym Kongsvinger IL, norweskiego klubu, w którym spędził swoją karierę piłkarza.

## Kariera klubowa
W latach 1983–1987 był zawodnikiem klubu Kongsvinger IL, w którym wystąpił w 96 meczach i strzelił 27 goli. W 1983 roku, strzelając 14 bramek, został królem strzelców najwyższej norweskiej ligi piłki nożnej.

## Kariera w reprezentacji
W pierwszym składzie norweskiej reprezentacji zadebiutował 9 listopada 1983 w meczu w Poznaniu przeciwko kadrze Polski (porażka 0:1). Drugi mecz w norweskiej kadrze odbył się 12 listopada 1983 w Poczdamie przeciwko drużynie Niemiec Wschodnich (przegrana 0:1). Więcej meczów w norweskiej kadrze nie rozegrał.